# 周平 (1959年10月)
周平（1959年10月—），云南人，法学博士，云南大学民族政治研究院教授，中国教育部长江学者特聘教授，担任《政治学研究》、《民族研究》、《世界民族》等期刊编委。

## 社会兼职
- 中国政治学会副会长
- 中国国家社科基金项目评审专家
- 中国国家民委决策咨询委员会委员
- 中国教育部政治学类教学指导委员会委员

## 荣誉
- 中国教育部长江学者特聘教授
- 中国国务院政府特殊津贴专家